# Mull of Kintyre Lighthouse
Das Mull of Kintyre Lighthouse, deutsch Mull-of-Kintyre-Leuchtturm, ist ein Leuchtturm an der Südspitze der schottischen Halbinsel Kintyre, die als Mull of Kintyre bekannt ist. 1971 wurde der Mull-of-Kintyre-Leuchtturm in den schottischen Denkmallisten zunächst in der Kategorie B gelistet, wurde dann jedoch 1998 in die höchste Kategorie A gestuft. Der Turm selbst ist nur 12 m hoch, befindet sich jedoch oberhalb der Steilküste der Mull of Kintyre, sodass er eine Feuerhöhe von 91 m besitzt. Seine Lage wird heute eher als ungünstig betrachtet, da er zu weit nordwestlich positioniert ist, um die Einfahrt in den Firth of Clyde zu markieren, und außerdem häufig in Nebel gehüllt ist.

## Geschichte

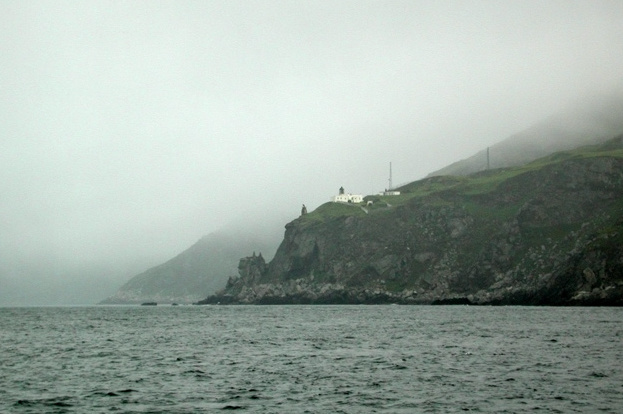
Ansicht von der Seeseite

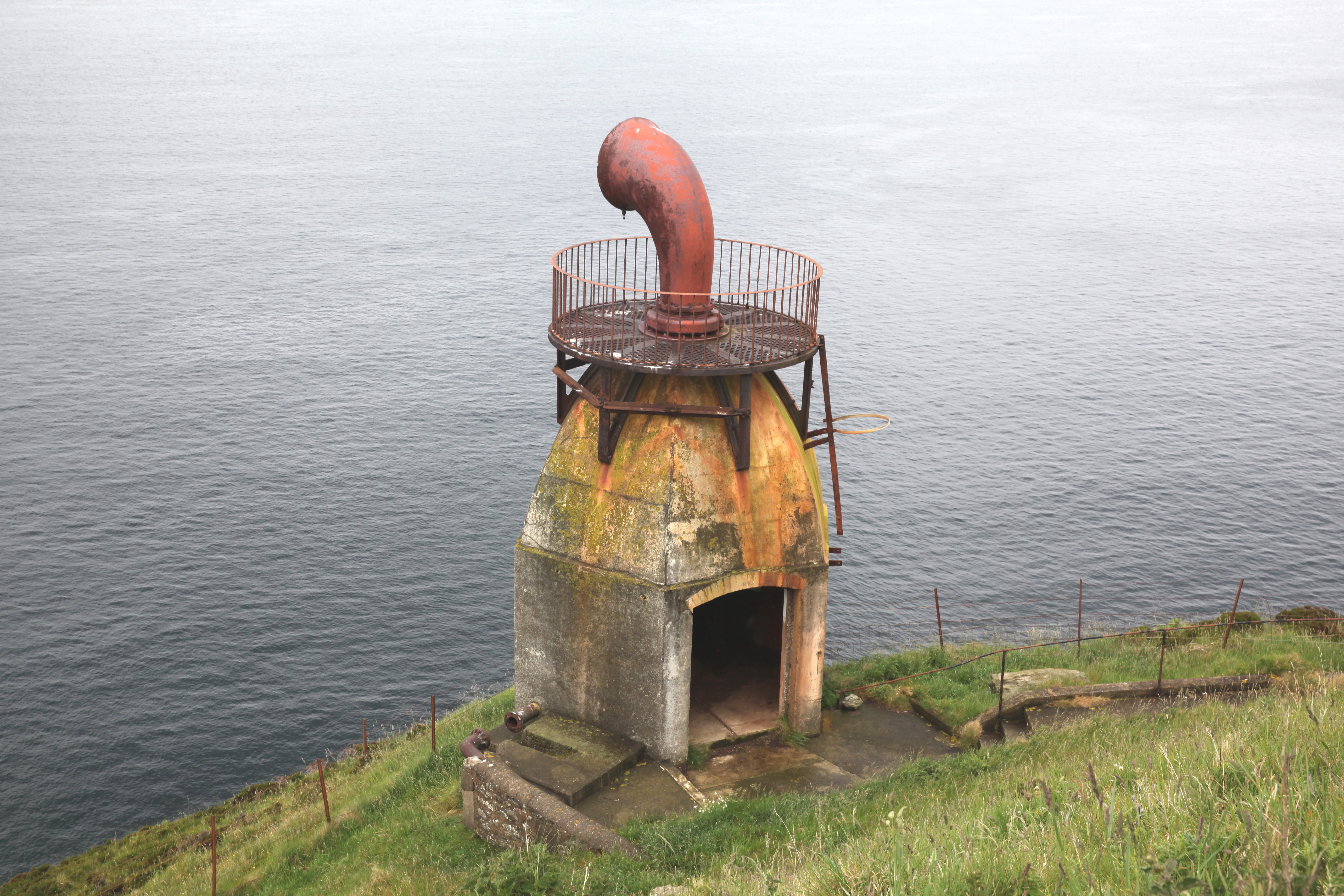
Nebelhorn

Nachdem nach einer Periode starker Stürme im Jahre 1782 zwei Heringsfischerboote in derselben Nacht an der Mull of Kintyre zerschellten und eine große Anzahl von Opfern zu beklagen war, wurde der Bau eines Leuchtturms an dieser Position beschlossen. Der Auftrag wurde an den Konstrukteur Peter Stuart aus Campbeltown vergeben, der 1786 mit dem Bau begann. Wegen der schroffen und steilen Küste der Mull of Kintyre war ein Anlanden von Booten zur Bereitstellung des Baumaterials unmöglich, sodass der Transport über Land erfolgte. Auch dieser gestaltete sich schwierig, da in dem Gebiet zu dieser Zeit keine Straßen oder Siedlungen existierten und der Weg über den morastigen Untergrund mühsam war. Trotzdem wurde der Leuchtturm 1788 nach 22-monatiger Bauzeit fertiggestellt und am 1. November des Jahres in Betrieb genommen.
Ab 1817 erhielten die Leuchtturmwärter eine Zulage von 5 £ jährlich, da der über zehn Kilometer weite Weg zur Versorgung mit Lebensmitteln die Haltung eines Pferdes nötig machte. Zwischen 1821 und 1830 errichtete der bekannte Leuchtturmingenieur Robert Stevenson einen neuen, solideren Leuchtturm an diesem Ort. 1876 wurde dem Mull-of-Kintyre-Leuchtturm als einem der ersten Leuchttürme in Schottland ein Nebelhorn hinzugefügt. 1906 wurde die Leuchtstärke auf rund 275.000 cd erhöht. Nach einer zweiten Erhöhung im Jahre 1976 im Zuge der Umstellung auf ein katadioptrisches System, wurde der Leuchtturm schließlich 1996 voll automatisiert.